# Iefke van Belkum
Iefke van Belkum, född 22 juli 1986 i Leiden, är en nederländsk vattenpolospelare. Hon ingick i Nederländernas landslag vid olympiska sommarspelen 2008.
Iefke van Belkum tog OS-guld i damernas vattenpoloturnering i samband med de olympiska vattenpolotävlingarna 2008 i Peking. Hon gjorde tio mål i turneringen, varav ett i OS-finalen mot USA. Hon deltog i EM år 2010 och skrev kontrakt med Olympiakos, med vilket lag hon blev grekisk mästare år 2011.